# ImageWriter

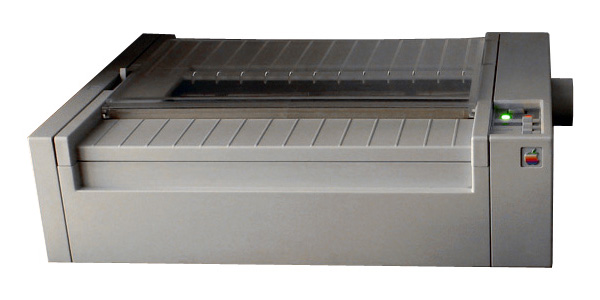
ImageWriter

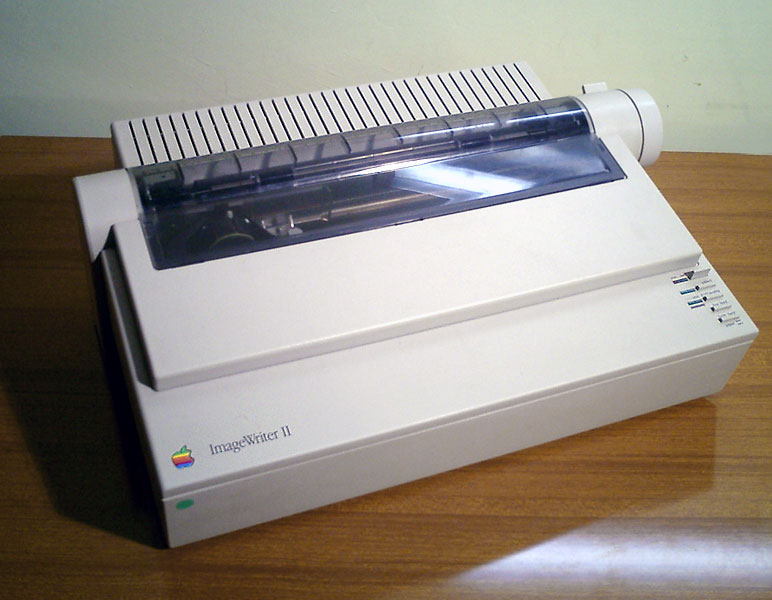
ImageWriter II

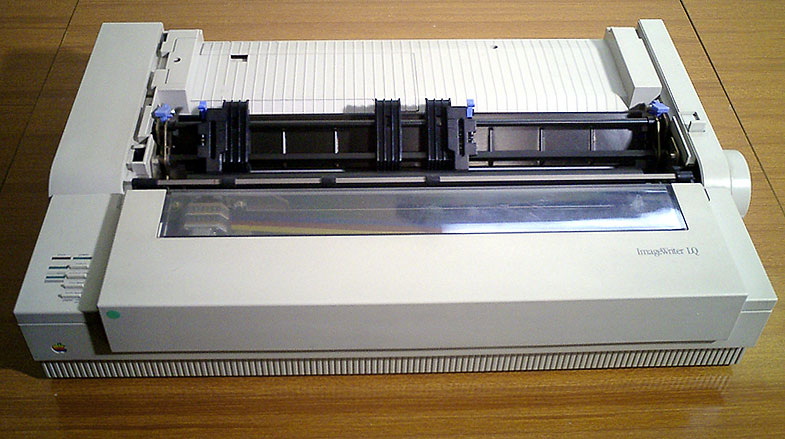
ImageWriter LQ

De Apple ImageWriters waren Apple's lijn van dot-matrixprinters, hoofdzakelijk bestemd voor gebruik met de Apple II-familie en de Apple Macintosh-computers. De ImageWriters werden verkocht van 1984 tot eind 1996. De meeste modellen bevatten C. Itoh printmechaniek.
Apple bracht drie modellen op de markt:
- ImageWriter (1984-1985):[1]

Een 9-pins dot-matrixprinter die afbeeldingen en tekst kon afdrukken met een maximale resolutie van 144 dpi en een maximale printsnelheid van 120 karakters per seconde (1 pagina per minuut). Er bestond ook een ImageWriter 15" die op bredere papierformaten kon afdrukken.
- ImageWriter II (1985-1996):[4]

Een 9-pins dot-matrixprinter die met behulp van een kleurenlint afbeeldingen en tekst ook in kleur kon afdrukken met een maximale resolutie van 144 dpi. Tekst kon in drie kwaliteitsniveaus afgedrukt worden met een maximale printsnelheid van 250 karakters per seconde in kladmodus (0,5 tot 2,5 pagina's per minuut). Met een optionele AppleTalk netwerkkaart kon de ImageWriter II als netwerkprinter ingezet worden en met een optionele papierlader konden naast kettingpapier ook losse vellen papier gebruikt worden.
- ImageWriter LQ (1987-1990):[6]

Een 27-pins dot-matrixprinter die afbeeldingen en tekst in een hogere kwaliteit kon afdrukken met een maximale resolutie van 216 dpi. "LQ" staat voor "Letter Quality" (Nederlands: briefkwaliteit). De ImageWriter LQ kon eveneens in kleur afdrukken en als netwerkprinter gebruikt worden. De hogere kwaliteit ging wel ten koste van de printsnelheid, die met 0,3 pagina's per minuut de langzaamste was van alle ImageWriter-modellen.
Uit productie: 1980: Silentype · 1982: Dot Matrix Printer · 1983: Color Plotter, Daisy Wheel Printer · 1984: Scribe, ImageWriter · 1985: LaserWriter · 1991: StyleWriter · 1993: Color Printer · 1994: Color StyleWriter · 1995: Color LaserWriter